# Wieża spadochronowa w Bielsku-Białej
Wieża spadochronowa w Bielsku-Białej – wieża spadochronowa znajdująca się niegdyś w północnej części Parku Miejskiego (późniejszy park Słowackiego) w Bielsku (od 1951 Bielsko-Biała). Rozebrana w 1939.

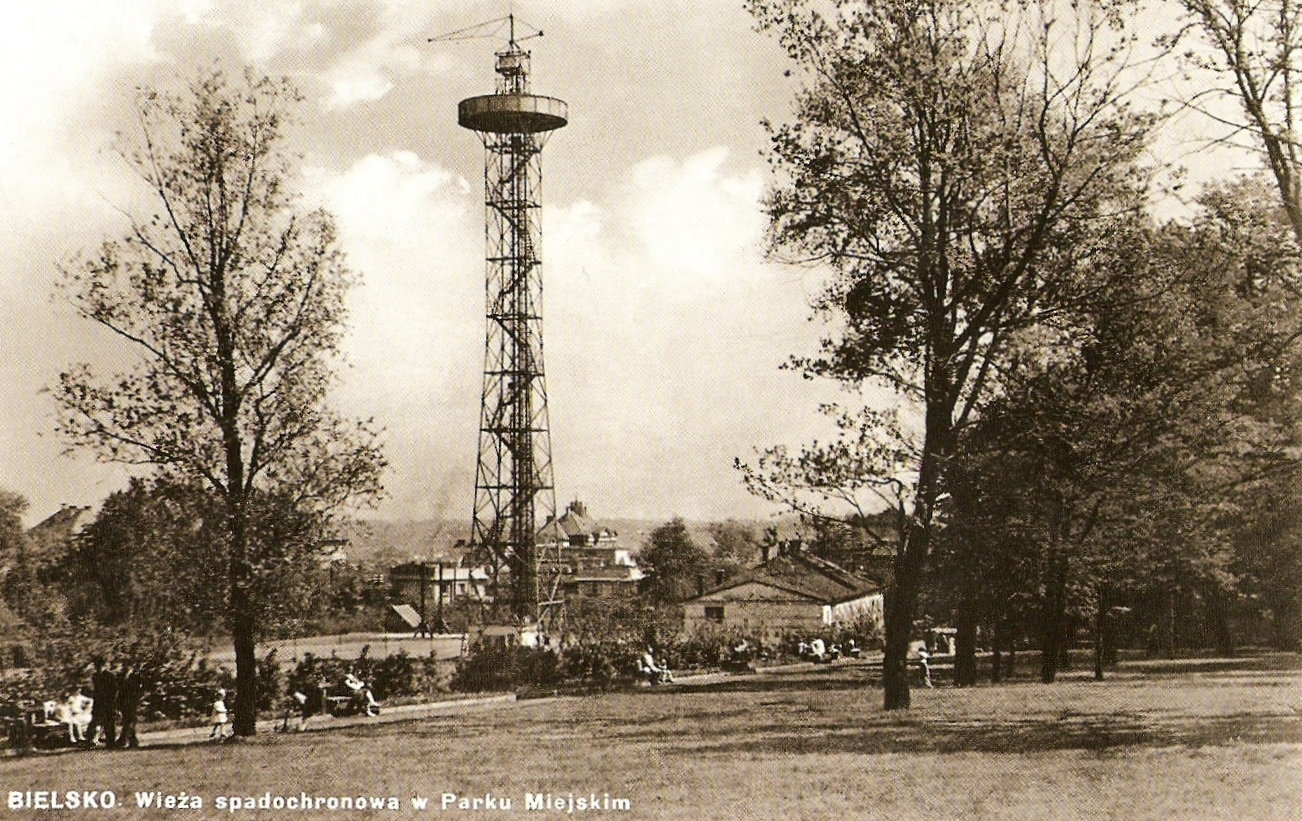
Wieża na pocztówce z 1938

## Historia
Wieża spadochronowa o wysokości 40 metrów została wybudowana w czerwcu 1938 dla Ligi Obrony Powietrznej i Przeciwgazowej. Była drugą (po katowickiej) pod względem wysokości wieżą spadochronową w Polsce. Jej stalowa, kratownicowa konstrukcja została zaprojektowana przez Jerzego Koziołka. Na szczycie znajdował się okrągły pomost, na który prowadziły zarówno schody, jak i winda; spadochron połączony był stalową linką z wysięgnikiem. Służyła nie tylko do początkowego szkolenia spadochroniarzy, ale była także dostępna dla mieszkańców i turystów (skok kosztował 1 zł). Kierownikiem wieży był szybownik Tadeusz Puchajda.
Obiekt został rozebrany po wkroczeniu wojsk niemieckich i włączeniu miasta do III Rzeszy jesienią 1939. 
W miejscu, w którym znajdowała się wieża wybudowano boisko sportowe w ramach programu Orlik 2012.